# ArtPremium
ArtPremium est un magazine trimestriel international spécialisé dans l'art contemporain.

## Historique
Le magazine a été créé par Corinne Timsit et Eric Bonici en 2003 à Porto Rico et est basé à Paris depuis 2014,. ArtPremium est un magazine indépendant, sans publicité, financé par ses ventes, et centré sur les expositions et le marché de l'art contemporain international,.
Il est distribué dans les principales librairies, concept stores, et musées tels que : Château de Montsoreau-Musée d'art contemporain, Palais de Tokyo, Centre Pompidou, Musée Guggenheim (Bilbao), Musée Reina Sofia.
Le magazine a publié des articles de fonds sur : Andres Serrano, Aziz+Cucher, Bill Viola, Anish Kapoor, Nils Udo.
En 2006, le magazine ArtPremium organise à Puerto Rico, la première rétrospective de Jean-Michel Basquiat,. Jean-Michel Basquiat, né à New York, était d'origine Puerto Ricaine par sa mère.

## Site internet artpremium.com
Le site internet de ArtPremium, est un prolongement de la revue papier, il comporte des mises en ligne d'articles inédits et une mise en page adaptée à la lecture numérique.